# Mount Price (Antarktika)
Mount Price ist ein 3030 m hoher Berg in der antarktischen Ross Dependency. In der Königin-Alexandra-Kette des Transantarktischen Gebirges ist er der östliche zweier Gipfel am nördlichen Ende der Adams Mountains.
Das Advisory Committee on Antarctic Names benannte ihn 1966 nach dem Meteorologen Rayburn Price, der 1963 im Rahmen des United States Antarctic Research Program auf der Hallett-Station tätig war.